# Dalibor Bártek
Dalibor Bártek (* 22. září 1973 Krnov) je český investigativní novinář, byl vedoucím zpravodajství České televize v Ostravě.

## Život
V 90. letech 20. století působil jako píšící novinář v několika periodikách na severní Moravě. V letech 2001–2010 byl reportér a dramaturgem pořadů Klekánice a Reportéři ČT zaměřených na investigativní žurnalistiku. Zabýval se např. aktivitami stíhaného podnikatele Radovana Krejčíře, podezřelými aktivitách ministrů zemědělství Jana Fencla a Jaroslava Palase, stíháním podnikatele Romana Zubíka nebo vraždou bývalého slovenského ministra průmyslu Jána Duckého atd.
Díky své aktivitě se stal mimo jiné předmětem zájmu české kontrarozvědky Bezpečnostní informační služby. Podle serveru Aktuálně.cz BIS vyšetřovala únik informací ze svého ekonomického odboru BIS, které shromažďovala k aktivitám Radovana Krejčíře.
Od roku 2011 působí jako vedoucí vydání zpravodajství ČT Ostrava.